# Maag (rivière)
La Maag, également connue sous le nom allemand de Wesser Linth, est une ancienne rivière suisse qui servait d'émissaire vers la Linth au lac de Walenstadt.
Elle coulait sur une distance d'environ 3,1 km entre Weesen, au débouché du lac, et Ziegelbrücke, où elle rejoignait la Linth. Dans le cadre des travaux de correction de la Linth réalisés au début du XIXe siècle, la Maag a été canalisée et intégrée au cours de la Linth ce qui fait que le nom n'apparaît plus sur les cartes.
Ces travaux ont été entrepris à l'initiative de Hans Conrad Escher. Les eaux de la Linth ont été détournées dans le lac de Walenstadt à partir de Mollis grâce au percement du canal d'Escher et le lac se vide désormais dans le canal de Linth qui reprend en partie l'ancien tracé de la Maag et se prolonge jusqu'au lac de Zurich.